# 东姑麦润
敦东姑麦润，SSM，PMN，SPSK，DUPN，DPSK（1959年7月2日—），马来西亚法官，曾任马来西亚联邦首席大法官。2019年5月2日，东姑麦润受时任首相马哈迪·莫哈末的提名，被最高元首苏丹阿都拉委任为联邦首席大法官，成为史上第一位上任马来西亚最高司法职位，领导该国司法机构的女性。2020年8月17日，东姑麦润获得国家元首苏丹阿都拉册封敦榮譽勋衔。

## 教育
东姑麦润于1982年毕业于马来亚大学并取得法学士学位。

## 职业生涯

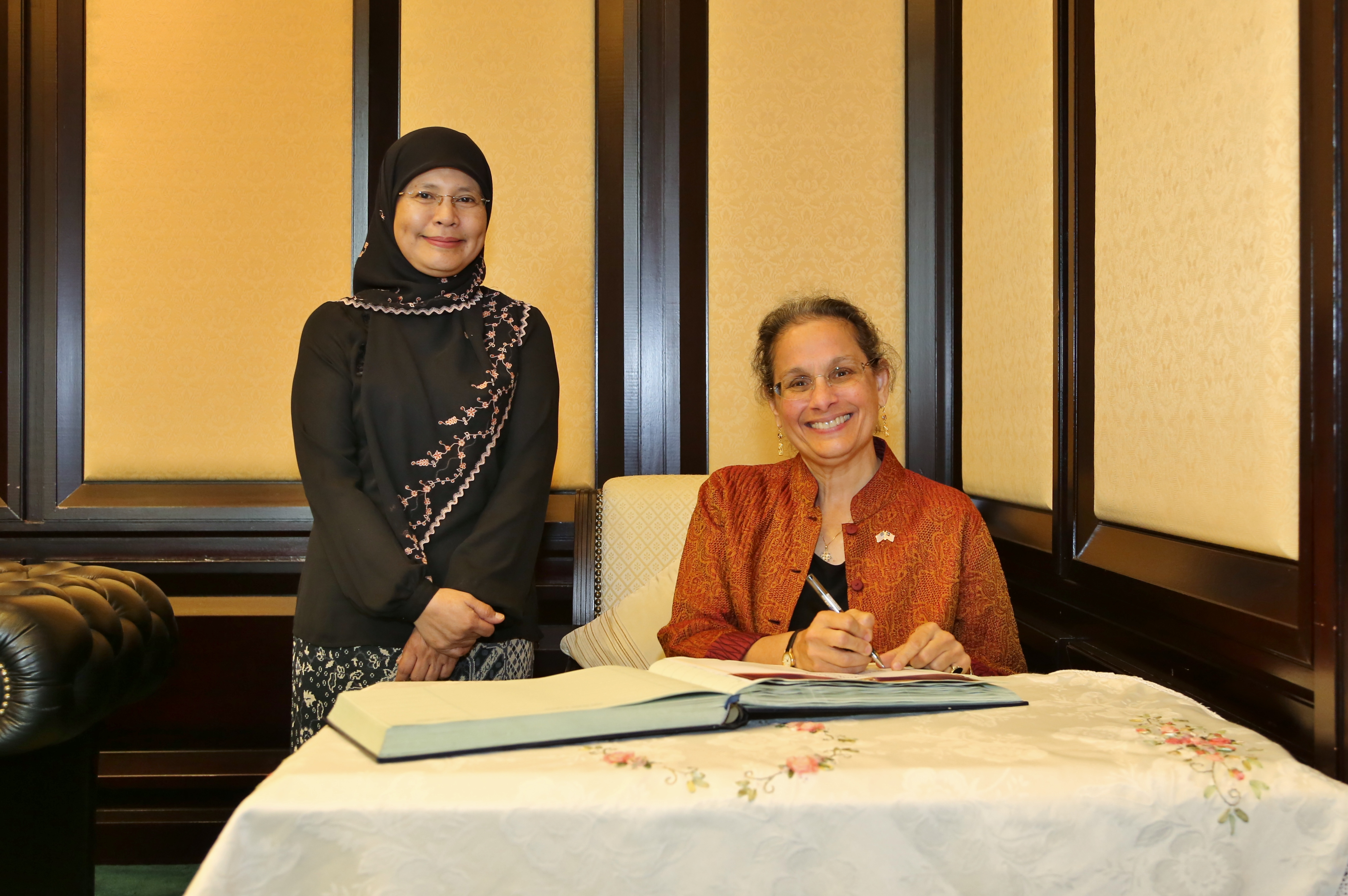
2019年东姑麦润与美国驻马大使雷荷花会面

1982年，东姑麦润加入马来西亚司法部门后相继担任吉兰丹州南部发展委员会（KESEDAR）和芙蓉市议会的法律顾问。此后，东姑麦润曾在马来西亚总检察署和地方法院服务，并于2006年被任命为司法专员。
在2007年9月至2013年1月期间，东姑麦润曾在吉隆坡高等法院和莎阿南高等法院担任法官。2013年1月，东姑麦润被委任为马来西亚上诉法院常任法官。随后于2018年11月，东姑麦润被任命为马来西亚联邦法院常任法官。
在时任联邦首席大法官里察马拉尊于2019年4月退休后，东姑麦润于同年5月2日获马来西亚最高元首苏丹阿都拉御准并委任她为新任联邦首席大法官，成为马来西亚第一位担任联邦首席大法官的女性。

## 著名案件

### 阿尔丹杜雅·沙丽布谋杀案
2013年，东姑麦润与其他两名上诉法院法官一致推翻了高等法院对两名前马来西亚警察突击队谋杀蒙古籍女郎阿尔丹杜雅·沙丽布罪名成立的判决。该判决后来被马来西亚联邦法院推翻，并维持高等法院的判决。

## 荣誉与勋章
- 联邦
  -  效忠玛哈拉惹勋章（SSM）— 敦（2020）[10][11][12][13]
  -  护国领袖勋章（PMN）— 丹斯里（2019年）[14]

- 吉兰丹州
  -  吉兰丹效忠斯里勋章（SPSK）— 拿督（2016年）[15][16]
  -  吉兰丹效忠拿督勋章（DPSK）— 拿督（2006年）[15][17]

- 槟城州
  -  槟州乌达玛勋章（DUPN）— 拿督斯里乌达玛（2019年）[18]